# Marais-Vernier (Eure)
Marais-Vernier és un municipi francès situat al departament de l'Eure i a la regió de Normandia. L'any 2007 tenia 500 habitants.

## Demografia

### Població
El 2007 la població de fet de Marais-Vernier era de 500 persones. Hi havia 194 famílies de les quals 36 eren unipersonals (20 homes vivint sols i 16 dones vivint soles), 77 parelles sense fills, 73 parelles amb fills i 8 famílies monoparentals amb fills.
La població ha evolucionat segons el següent gràfic:
Habitants censats

### Habitatges
El 2007 hi havia 239 habitatges, 196 eren l'habitatge principal de la família, 38 eren segones residències i 5 estaven desocupats. 238 eren cases i 1 era un apartament. Dels 196 habitatges principals, 159 estaven ocupats pels seus propietaris, 37 estaven llogats i ocupats pels llogaters i 1 estava cedit a títol gratuït; 11 tenien dues cambres, 29 en tenien tres, 60 en tenien quatre i 96 en tenien cinc o més. 158 habitatges disposaven pel capbaix d'una plaça de pàrquing. A 91 habitatges hi havia un automòbil i a 91 n'hi havia dos o més.

### Piràmide de població
La piràmide de població per edats i sexe el 2009 era:
| Homes | Edats   | Dones |
| ----- | ------- | ----- |
| 0     | 95 o +  | 0     |
| 0     | 90 a 94 | 0     |
| 0     | 85 a 89 | 4     |
| 4     | 80 a 84 | 0     |
| 16    | 75 a 79 | 4     |
| 16    | 70 a 74 | 12    |
| 12    | 65 a 69 | 24    |
| 12    | 60 a 64 | 12    |
| 12    | 55 a 59 | 12    |
| 16    | 50 a 54 | 24    |
| 16    | 45 a 49 | 20    |
| 24    | 40 a 44 | 12    |
| 12    | 35 a 39 | 12    |
| 16    | 30 a 34 | 24    |
| 8     | 25 a 29 | 0     |
| 8     | 20 a 24 | 12    |
| 28    | 15 a 19 | 20    |
| 20    | 10 a 14 | 8     |
| 12    | 5 a 9   | 20    |
| 8     | 0 a 4   | 4     |

## Economia
El 2007 la població en edat de treballar era de 312 persones, 223 eren actives i 89 eren inactives. De les 223 persones actives 201 estaven ocupades (118 homes i 83 dones) i 21 estaven aturades (12 homes i 9 dones). De les 89 persones inactives 32 estaven jubilades, 22 estaven estudiant i 35 estaven classificades com a «altres inactius».

### Ingressos
El 2009 a Marais-Vernier hi havia 196 unitats fiscals que integraven 488 persones, la mediana anual d'ingressos fiscals per persona era de 17.893 €.

### Activitats econòmiques
Dels 13 establiments que hi havia el 2007, 6 eren d'empreses de construcció, 2 d'empreses de comerç i reparació d'automòbils, 1 d'una empresa de transport, 2 d'empreses d'hostatgeria i restauració, 1 d'una empresa immobiliària i 1 d'una empresa de serveis.
Dels 6 establiments de servei als particulars que hi havia el 2009, 1 era un taller de reparació d'automòbils i de material agrícola, 2 fusteries, 2 lampisteries i 1 empresa de construcció.
L'any 2000 a Marais-Vernier hi havia 43 explotacions agrícoles que ocupaven un total de 1.190 hectàrees.

## Equipaments sanitaris i escolars
El 2009 hi havia una escola elemental integrada dins d'un grup escolar amb les comunes properes formant una escola dispersa.

## Poblacions més properes
El següent diagrama mostra les poblacions més properes.